# 南山街道 (鸡西市)
南山街道，是中华人民共和国黑龙江省鸡西市鸡冠区下辖的一个乡镇级行政单位。

## 行政区划
南山街道下辖以下地区：
胜利社区、跃进社区、黄房社区、建设社区、鸡建社区、新建社区、国寿社区和鸡西大学社区。